# قاصيوة (عين تمكناي)
قاصيوة هي إحدى مشيخات المملكة المغربية، تتبع جغرافيا لإقليم صفرو وإداريًا لعين تمكناي. يقدر عدد سكانها بـ 1474 نسمة حسب الإحصاء الرسمي للسكان والسكنى لسنة 2004.